# AXN
 (транскр.  Еј-Екс-Ен) је претплатничка телевизијска станица коју је покренуо Sony Pictures Television у септембру 1997. године. Локалне верзије су од тада покренуте у неколико делова света, као што су Европа, Азија и Латинска Америка. Године 2021. станицу преузима грчко предузеће Antenna Group.
Локална верзија AXN Adria покренута је 14. септембра 2009. године у Србији, Босни и Херцеговини, Северној Македонији, Словенији, Хрватској и Црној Гори.